# Leichtathletik-Halleneuropameisterschaften 1982
Die 13. Leichtathletik-Halleneuropameisterschaften fanden am 6. und 7. März 1982 zum zweiten Mal nach 1978 in Mailand (Italien) statt. Austragungsort war der Palazzo dello Sport.

## Ergebnisse Männer

### 60 m
| Platz | Athlet               | Land | Zeit (s) |
| ----- | -------------------- | ---- | -------- |
| 1     | Marian Woronin       | POL  | 6,61     |
| 2     | Walentin Atanassow   | BUL  | 6,62     |
| 3     | Bernard Petitbois    | FRA  | 6,66     |
| 4     | Pierfrancesco Pavoni | ITA  | 6,68     |
| 5     | Christian Haas       | FRG  | 6,69     |
| 6     | José Javier Arqués   | ESP  | 6,71     |

Finale am 6. März

### 200 m
| Platz | Athlet          | Land | Zeit (s) |
| ----- | --------------- | ---- | -------- |
| 1     | Erwin Skamrahl  | FRG  | 21,20    |
| 2     | István Nagy     | HUN  | 21,41    |
| 3     | Michele Di Pace | ITA  | 21,52    |
| 4     | Ingo Froböse    | FRG  | 21,64    |

Finale am 7. März

### 400 m
| Platz | Athlet            | Land | Zeit (s) |
| ----- | ----------------- | ---- | -------- |
| 1     | Pawel Konowalow   | URS  | 47,04    |
| 2     | Sándor Újhelyi    | HUN  | 47,14    |
| 3     | Benjamín González | ESP  | 47,41    |
| 4     | Željko Knapić     | YUG  | 47,46    |

Finale am 7. März

### 800 m
| Platz | Athlet               | Land | Zeit (min) |
| ----- | -------------------- | ---- | ---------- |
| 1     | Antonio Páez         | ESP  | 1:48,02    |
| 2     | Klaus-Peter Nabein   | FRG  | 1:48,31    |
| 3     | Colomán Trabado      | ESP  | 1:48,35    |
| 4     | Arno Körmeling       | NED  | 1:48,46    |
| 5     | Hans-Joachim Mogalle | GDR  | 1:49,64    |
| 6     | Hans-Peter Ferner    | FRG  | 1:50,62    |

Finale am 7. März

### 1500 m
| Platz | Athlet                | Land | Zeit (min) |
| ----- | --------------------- | ---- | ---------- |
| 1     | José Luis González    | ESP  | 3:38,70    |
| 2     | José Manuel Abascal   | ESP  | 3:38,91    |
| 3     | Antti Loikkanen       | FIN  | 3:39,62    |
| 4     | Thomas Wessinghage    | FRG  | 3:39,79    |
| 5     | Andreas Baranski      | FRG  | 3:40,96    |
| 6     | Carlos Cabral         | POR  | 3:41,24    |
| 7     | Pierre Délèze         | SUI  | 3:41,38    |
| 8     | Christos Papachristos | GRE  | 3:49,26    |

Finale am 7. März

### 3000 m
| Platz | Athlet               | Land | Zeit (min) |
| ----- | -------------------- | ---- | ---------- |
| 1     | Patriz Ilg           | FRG  | 7:53,50    |
| 2     | Alberto Cova         | ITA  | 7:54,12    |
| 3     | Waleri Abramow       | URS  | 7:54,46    |
| 4     | Robert Nemeth        | AUT  | 7:57,72    |
| 5     | Francisco Sánchez    | ESP  | 7:57,82    |
| 6     | Bruno Lafranchi      | SUI  | 8:00,16    |
| 7     | Hans-Jürgen Orthmann | FRG  | 8:00,53    |
| 8     | Peter Daenens        | BEL  | 8:01,21    |

Finale am 7. März

### 60 m Hürden
| Platz | Athlet             | Land | Zeit (s) |
| ----- | ------------------ | ---- | -------- |
| 1     | Alexandr Putschkow | URS  | 7,73     |
| 2     | Plamen Krastew     | BUL  | 7,74     |
| 3     | Karl-Werner Dönges | FRG  | 7,80     |
| 4     | Axel Schaumann     | FRG  | 7,82     |
| 5     | Mark Holtom        | GBR  | 7,83     |
|       | Juri Tscherwanjow  | URS  | DNF      |

Finale am 7. März

### Hochsprung
| Platz | Athlet             | Land | Höhe (m) |
| ----- | ------------------ | ---- | -------- |
| 1     | Dietmar Mögenburg  | FRG  | 2,34     |
| 2     | Janusz Trzepizur   | POL  | 2,32     |
| 3     | Roland Dalhäuser   | SUI  | 2,32     |
| 4     | Gerd Nagel         | FRG  | 2,28     |
| 5     | Waleri Sereda      | URS  | 2,22     |
| 6     | Carlo Thränhardt   | FRG  | 2,22     |
| 7     | Roberto Cabrejas   | ESP  | 2,22     |
| 8     | Massimo Di Giorgio | ITA  | 2,22     |

Finale am 6. März

### Stabhochsprung
| Platz | Athlet                | Land | Höhe (m) |
| ----- | --------------------- | ---- | -------- |
| 1     | Wiktor Spassow        | URS  | 5,70     |
| 2     | Konstantin Wolkow     | URS  | 5,65     |
| 3     | Władysław Kozakiewicz | POL  | 5,60     |
| 4     | Alexandr Krupski      | URS  | 5,55     |
| 5     | Atanas Tarew          | BUL  | 5,55     |
| 6     | Jean-Michel Bellot    | FRA  | 5,40     |
| 7     | Mauro Barella         | ITA  | 5,40     |
| 8     | Miro Zalar            | SWE  | 5,40     |

Finale am 7. März

### Weitsprung
| Platz | Athlet               | Land | Weite (m) |
| ----- | -------------------- | ---- | --------- |
| 1     | Henry Lauterbach     | GDR  | 7,86      |
| 2     | Rolf Bernhard        | SUI  | 7,83      |
| 3     | Giovanni Evangelisti | ITA  | 7,83      |
| 4     | Jan Leitner          | TCH  | 7,82      |
| 5     | László Szalma        | HUN  | 7,78      |
| 6     | Marco Piochi         | ITA  | 7,76      |
| 7     | Ronald Desruelles    | BEL  | 7,75      |
| 8     | Atanas Tschotschew   | BUL  | 7,64      |

Finale am 7. März

### Dreisprung
| Platz | Athlet               | Land | Weite (m) |
| ----- | -------------------- | ---- | --------- |
| 1     | Béla Bakosi          | HUN  | 17,13     |
| 2     | Henads Waljukewitsch | URS  | 16,87     |
| 3     | Mykola Mussijenko    | URS  | 16,82     |
| 4     | Aston Moore          | GBR  | 16,74     |
| 5     | Dimitrios Michas     | GRE  | 16,52     |
| 6     | Janoš Hegediš        | YUG  | 16,42     |
| 7     | Wladimir Tschernikow | URS  | 16,32     |
| 8     | Roberto Mazzucato    | ITA  | 16,31     |

Finale am 6. März

### Kugelstoßen
| Platz | Athlet             | Land | Weite (m) |
| ----- | ------------------ | ---- | --------- |
| 1     | Vladimir Milić     | YUG  | 20,45     |
| 2     | Remigius Machura   | TCH  | 20,07     |
| 3     | Jovan Lazarević    | YUG  | 19,65     |
| 4     | Wladimir Kisseljow | URS  | 19,55     |
| 5     | Alessandro Andrei  | ITA  | 19,45     |
| 6     | Marco Montelatici  | ITA  | 18,99     |
| 7     | Udo Gelhausen      | FRG  | 18,92     |
| 8     | Yves Brouzet       | FRA  | 18,54     |

Finale am 7. März

### 5000 m Gehen (Demonstrationswettbewerb)
| Platz | Athlet               | Land | Zeit (min) |
| ----- | -------------------- | ---- | ---------- |
| 1     | Maurizio Damilano    | ITA  | 19:40,28   |
| 2     | Carlo Mattioli       | ITA  | 20:06,91   |
| 3     | Martin Toporek       | AUT  | 20:19,47   |
| 4     | Alessandro Pezzatini | ITA  | 20:27,68   |
| 5     | Steve Barry          | GBR  | 20:37,47   |
| 6     | Christos Karageorgos | GRE  | 21:00,69   |

Finale am 7. März

## Ergebnisse Frauen

### 60 m
| Platz | Athletin               | Land | Zeit (s) |
| ----- | ---------------------- | ---- | -------- |
| 1     | Marlies Göhr           | GDR  | 7,11     |
| 2     | Sofka Popowa           | BUL  | 7,19     |
| 3     | Wendy Hoyte            | GBR  | 7,27     |
| 4     | Ljudmila Kondratjewa   | URS  | 7,31     |
| 5     | Marie-Christine Cazier | FRA  | 7,35     |
| 6     | Helinä Laihorinne      | FIN  | 7,36     |

Finale am 7. März

### 200 m
| Platz | Athletin              | Land | Zeit (s) |
| ----- | --------------------- | ---- | -------- |
| 1     | Gesine Walther        | GDR  | 22,80    |
| 2     | Jelena Keltschewskaja | URS  | 23,35    |
| 3     | Heidi-Elke Gaugel     | FRG  | 23,39    |
| 4     | Els Vader             | NED  | 23,87    |

Finale am 7. März

### 400 m
| Platz | Athletin              | Land | Zeit (s) |
| ----- | --------------------- | ---- | -------- |
| 1     | Jarmila Kratochvílová | TCH  | 49,59    |
| 2     | Dagmar Rübsam         | GDR  | 51,18    |
| 3     | Gaby Bußmann          | FRG  | 51,57    |
| 4     | Taťána Kocembová      | TCH  | 51,62    |

Finale am 7. März

### 800 m
| Platz | Athletin           | Land | Zeit (min) |
| ----- | ------------------ | ---- | ---------- |
| 1     | Doina Melinte      | ROU  | 2:00,39    |
| 2     | Martina Steuk      | GDR  | 2:01,07    |
| 3     | Jolanta Januchta   | POL  | 2:01,24    |
| 4     | Bernadette Louis   | FRA  | 2:03,12    |
| 5     | Simone Büngener    | FRG  | 2:03,78    |
| 6     | Nikolina Schterewa | BUL  | 2:04,21    |

Finale am 7. März

### 1500 m
| Platz | Athletin             | Land | Zeit (min) |
| ----- | -------------------- | ---- | ---------- |
| 1     | Gabriella Dorio      | ITA  | 4:04,01    |
| 2     | Brigitte Kraus       | FRG  | 4:04,22    |
| 3     | Beate Liebich        | GDR  | 4:06,70    |
| 4     | Wessela Jazinska     | BUL  | 4:11,75    |
| 5     | Nadeschda Ralldugina | URS  | 4:12,66    |
| 6     | Natalja Boborowa     | URS  | 4:14,28    |
| 7     | Elise Wattendorf     | SUI  | 4:20,04    |
| 8     | Rossella Gramola     | ITA  | 4:20,79    |

Finale am 7. März

### 3000 m
| Platz | Athletin           | Land | Zeit (min) |
| ----- | ------------------ | ---- | ---------- |
| 1     | Agnese Possamai    | ITA  | 8:53,77    |
| 2     | Maricica Puică     | ROU  | 8:54,26    |
| 3     | Paula Fudge        | GBR  | 8:56,96    |
| 4     | Vera Michallek     | FRG  | 9:03,27    |
| 5     | Nadia Dandolo      | ITA  | 9:03,59    |
| 6     | Margherita Gargano | ITA  | 9:03,62    |
| 7     | Natalja Boborowa   | URS  | 9:09,80    |
| 8     | Aurora Cunha       | POR  | 9:12,86    |

Finale am 6. März

### 60 m Hürden
| Platz | Athletin         | Land | Zeit (s) |
| ----- | ---------------- | ---- | -------- |
| 1     | Kerstin Knabe    | GDR  | 7,89     |
| 2     | Bettine Gärtz    | GDR  | 8,00     |
| 3     | Jordanka Donkowa | BUL  | 8,03     |
| 4     | Natalja Petrowa  | URS  | 8,16     |
| 5     | Grażyna Rabsztyn | POL  | 8,21     |
| 6     | Maria Merciuc    | URS  | 8,64     |

Finale am 6. März

### Hochsprung
| Platz | Athletin          | Land | Weite (m) |
| ----- | ----------------- | ---- | --------- |
| 1     | Ulrike Meyfarth   | FRG  | 1,99      |
| 2     | Andrea Bienias    | GDR  | 1,99      |
| 3     | Katalin Sterk     | HUN  | 1,99      |
| 4     | Kerstin Dedner    | GDR  | 1,94      |
| 5     | Diana Elliott     | GBR  | 1,94      |
| 6     | Tamara Bykowa     | URS  | 1,91      |
| 7     | Andrea Breder     | FRG  | 1,91      |
| 8     | Elżbieta Krawczuk | POL  | 1,88      |

Finale am 7. März

### Weitsprung
| Platz | Athletin             | Land | Weite (m) |
| ----- | -------------------- | ---- | --------- |
| 1     | Sabine Everts        | FRG  | 6,70      |
| 2     | Karin Hänel          | FRG  | 6,54      |
| 3     | Vali Ionescu         | ROU  | 6,52      |
| 4     | Swetlana Wanjuschina | URS  | 6,43      |
| 5     | Heike Daute          | GDR  | 6,33      |
| 6     | Dorthe A. Rasmussen  | DEN  | 6,24      |
| 7     | Patrizia Paulotto    | ITA  | 6,12      |

Finale am 6. März

### Kugelstoßen
| Platz | Athletin                | Land | Weite (m) |
| ----- | ----------------------- | ---- | --------- |
| 1     | Werschinija Wesselinowa | BUL  | 20,19     |
| 2     | Helena Fibingerová      | TCH  | 19,24     |
| 3     | Natalja Lissowskaja     | URS  | 18,50     |
| 4     | Soultana Saroudi        | GRE  | 17,52     |
| 5     | Simone Créantor         | FRA  | 16,79     |
| 6     | Léone Bertimon          | FRA  | 16,33     |
| 7     | Birgit Petsch           | FRG  | 16,31     |

Finale am 6. März